# Mazé-Milon
Mazé-Milon é uma comuna francesa na região administrativa da Pays de la Loire, no departamento de Maine-et-Loire. Estende-se por uma área de 41,79 km². Em 2010 a comuna tinha 5 918 habitantes (densidade: 141,6 hab./km²).
A municipalidade foi estabelecida em 1 de janeiro de 2016 e consiste na fusão das antigas comunas de Mazé e Fontaine-Milon.